# Лишано Никоне
Лишано Никоне (итал. Lisciano Niccone) је насеље у Италији у округу Перуђа, региону Умбрија.
Према процени из 2011. у насељу је живело 317 становника. Насеље се налази на надморској висини од 314 м.

## Становништво
Према резултатима пописа становништва 2011. у општини је живело 624 становника.
| 1936. | 1951. | 1961. | 1971. | 1981. | 1991. | 2001. | 2011. |
| ----- | ----- | ----- | ----- | ----- | ----- | ----- | ----- |
| 1.893 | 1.883 | 1.262 | 805   | 700   | 694   | 670   | 624   |